# Damien Alary
Pour les articles homonymes, voir Alary.
Damien Alary, né le 17 janvier 1951 à Pompignan, est un homme politique français, membre du Parti socialiste.
Il est président du conseil général du Gard de 2001 à 2014, puis brièvement du conseil régional de Languedoc-Roussillon de 2014 à 2015.

## Biographie

### Origines et famille
Fils d'un viticulteur pompignanais possédant une exploitation de vignes et d'oliviers élu au conseil municipal, il perd sa mère dans son enfance.
Se déclarant « cévenol », il est cependant marié à une Parisienne, avec qui il a un fils en 1976, Yannick, qui devient notaire à Alès.
Il est catholique, « comme tout le monde l'est à Pompignan ».

### Profession
Enfant, il veut devenir chirurgien. À onze ans, il travaille dans les vignes. Il entre finalement à la direction départementale de l'agriculture, où il exerce pendant vingt-sept ans la profession de technicien en agriculture, puis de chargé d'études ; chargé de l'installation des jeunes agriculteurs, il quitte ce poste en 1997.

### Carrière politique
Il estime que ses deux « pères politiques » sont Francis Cavalier-Bénézet — qui l'a « encouragé à résister et à [se] battre » — et Georges Frêche.
Il adhère au Parti socialiste en 1977 après une rencontre avec Michel Rocard.
En 1979, il est élu maire de Pompignan ; en 1986, conseiller régional du Languedoc-Roussillon, et, en 1988, conseiller général du canton de Saint-Hippolyte-du-Fort.
Élu député dans la 5e circonscription du Gard en 1997, puis réélu en 2002, il siège au groupe socialiste.
Après avoir présidé, sous la présidence d'Alain Journet, le groupe socialiste au sein du conseil général du Gard de 1998 à 2001, il en est élu président en 2001.
En 2004, il est élu premier vice-président du Conseil régional. Après les élections régionales de 2004 et pour cause de cumul de mandats, il démissionne, contre l'avis de ses proches et de François Hollande, de son mandat de député, au profit de son suppléant William Dumas. Il s'agirait d'une première sous la Ve République.
En avril 2006, lors d'une réunion publique à Vauvert, il dénonce la baisse des financements des collectivités territoriales de la part de l'État, et déclare : « Si l'État est en faillite, qu'il arrête tout et qu'il démissionne, sinon qu'il paye ses dettes. »
En 2009, il voyage avec Georges Frêche en Jordanie.
Le 23 février 2010, il est exclu du Parti socialiste à la suite de son ralliement à la liste conduite par Georges Frêche contre celle du PS.
Le 28 octobre 2010, après le décès de Georges Frêche, le groupe des socialistes exclus et des apparentés au Conseil régional élit son candidat à la présidence de la région Languedoc-Roussillon. Damien Alary perd contre Christian Bourquin par 13 voix contre 18 à bulletins secrets. Le 10 novembre suivant, Christian Bourquin est élu président du conseil régional, et Robert Navarro ravit à Damien Alary le poste de premier vice-président qu'il détenait depuis 2004. Damien Alary demande ensuite sa réintégration au PS, qu'il obtient alors.
Entretemps, Damien Alary reçoit, le 3 juin 2010 au palais du Luxembourg,, la Légion d'honneur des mains de Simone Veil. Il est l'une des deux seules personnes qu'elle ait jamais épinglé de la décoration.
Souffrant d'un cancer des cordes vocales qu'il révèle lui-même en 2011, Damien Alary maintient la totalité de ses fonctions et mandats électifs. En janvier 2012, il affirme « [être] encore bon pour le service » et « intact dans [son] engagement ».
Après avoir envisagé une candidature aux élections municipales de 2014 à Nîmes, Damien Alary annonce sa renonciation le 10 septembre 2013,. Françoise Dumas est alors investie.
Après la mort de Christian Bourquin, le 26 août 2014, Damien Alary annonce sa candidature à la présidence du conseil régional de Languedoc-Roussillon. Il est élu par le conseil régional le 29 septembre suivant.
En juillet 2015, dans le cadre des modifications des régions françaises, est annoncé la création d'un poste de président-délégué de région. Cette mesure, principalement à son initiative, est rapidement nommée par la presse « loi Alary ». L'opposition dénonce son coût pour le contribuable,, quand lui voit dans ces critiques « une polémique inutile et blessante destinée à [lui] nuire ».
En septembre 2015, il prend position, avec Jean-Claude Gayssot, pour la mise en œuvre d'une politique européenne d'accueil des « réfugiés méditerranéens ». Le 7 octobre 2015, il succède à Francina Armengol comme président du GECT Pyrénées-Méditerranée.
Lors de l'élection régionale de 2015 en Languedoc-Roussillon-Midi-Pyrénées, tête de liste PS dans le Gard, il annonce qu'il mène son « dernier combat politique ».

## Détail des mandats et fonctions
- 3 février 1979 - 5 mars 1999 : maire de Pompignan
- 1986 - 1997, 2004 - 2021 : conseiller régional du conseil régional de Languedoc-Roussillon puis d'Occitanie
- 1988 - 2014 : conseiller général du canton de Saint-Hippolyte-du-Fort
- 1er janvier 1990 - 27 mars 1997 : vice-président du conseil général du Gard
- 12 juin 1997 - 21 mars 2004 : député de la cinquième circonscription du Gard
- 2001 - 2014 : président du conseil général du Gard
- mars 2004 - septembre 2014 : vice-président du conseil régional de Languedoc-Roussillon
- septembre 2014 - décembre 2015 : président du conseil régional de Languedoc-Roussillon
- janvier 2016 - juillet 2021 : 2e vice-président du conseil régional d'Occitanie chargé de l'Attractivité régionale et des relations internationales

## Loisirs et passions
Il est fan de Jean Gabin et d'Alain Bashung.
L'ermitage du bois de Monnier, près de Pompignan, où il a l'habitude de se retirer, est son endroit préféré.

## Parodie
Faisant l'objet d'un compte parodique sur Twitter, il annonce, le 1er mai 2014, porter plainte pour « usurpation d'identité d'une autorité publique ».

## Décoration
- Officier de la Légion d'honneur (2021), chevalier en 2010[22]
- Officier de l'ordre du Mérite agricole[5]